# Kazumasa Nagai
Kazumasa Nagai (en japonés: 永井 一正, Nagai Kazumasa; Ōsaka, 20 de abril de 1929) diseñador gráfico y cartelista japonés.
Fue cofundador del Nippon Design Center (1960), que presidió hasta 2001. 
Aunque sus primeras obras fueron abstractas, en los años 1980 optó por dibujos de animales y plantas hechos a mano.
En 1964 participó en documenta III,  en Kassel.

## Literatura y fuentes
- documenta III. Internationale Ausstellung; Katalog: Band 1: Malerei und Skulptur; Band 2: Handzeichnungen; Band 3: Industrial Design, Graphik; Kassel/Colonia 1964